# Gabriela Isler
María Gabriela de Jesús Isler Morales, född 21 mars 1988 i Valencia, Carabobo, Venezuela, är en venezuelansk skönhetsdrottning som vann skönhetstävlingen Miss Universum den 9 november 2013 i Moskva, Ryssland.
Gabrielas vinst var den tredje på sex år för Venezuela i Miss Universum tävlingen.